# Canton du Château-d'Oléron
Le canton du Château-d'Oléron est une ancienne division administrative française située dans le département de la Charente-Maritime et la région Poitou-Charentes.
Pour les élections départementales de mars 2015, le nombre de cantons du département diminue, passant de 51 à 27. Les cantons du Château-d'Oléron et de Saint-Pierre-d'Oléron fusionnent et laissent la place au canton de l'Île d'Oléron, dont le bureau centralisateur (chef-lieu) est fixé à Saint-Pierre-d'Oléron.

## Géographie
Ce canton était organisé autour du Château-d'Oléron dans l'arrondissement de Rochefort. Son altitude variait de 0 m (Le Château-d'Oléron) à 35 m (Saint-Trojan-les-Bains) pour une altitude moyenne de 5 m.

## Histoire
- De 1840 à 1848, les cantons du Château-d'Oléron et de Saint-Pierre-d'Oléron avaient le même conseiller général.

## Représentation

### Conseillers d'arrondissement (de 1833 à 1940)
| Période                                  | Période      | Identité                                          | Étiquette   | Qualité |
| ---------------------------------------- | ------------ | ------------------------------------------------- | ----------- | --- |
| 1833                                     | 1848         | Jérôme de Laage de Meux                           |             | Lieutenant-colonel du Génie, ancien député (1824-1827), propriétaire au Château-d'Oléron                    |
|                                          |              |                                                   |             | |
| 1852                                     |              | M. Tison                                          |             | |
|                                          |              |                                                   |             | |
|                                          | 1887 (décès) | Pierre Léon Boilève de La Gombaudière (1804-1887) |             | Notaire et négociant au Château-d'Oléron                                                                    |
|                                          |              |                                                   |             | |
| av.1895                                  | 1897         | Gaston Bouineau                                   | Républicain | Propriétaire, négociant, armateur, conseiller municipal du Château-d'Oléron                                 |
|                                          |              |                                                   |             | |
| 1919                                     | 1920 (décès) | M. Néron                                          |             | |
| 1920                                     | 1933         | Jules Vitet                                       | Rad.        | Négociant en vins, maire du Château-d'Oléron                                                                |
|                                          |              |                                                   |             | |
| 1934                                     | 1937         | Eugène Rouanet (1890-1979)                        | Rad.        | Agriculteur, ostréiculteur, maire du Grand-Village                                                          |
| 1940                                     |              |                                                   |             | Les conseils d'arrondissement ont été suspendus par la loi du 12 octobre 1940 et n'ont jamais été réactivés |
| Les données manquantes sont à compléter. |              |                                                   |             | |

### Conseillers généraux de 1833 à 2015
| Période | Période          | Identité                        | Étiquette              | Qualité |
| ------- | ---------------- | ------------------------------- | ---------------------- | --- |
| 1833    | 1839             | Théodore Décheverry (1787-1878) |                        | Officier de marine, négociant, propriétaire Maire du Château-d'Oléron (1831-1835)                                          |
| 1839    | 1847 (décès)     | Victor Disdier (1766-1847)      |                        | Commissaire maritime retraité, propriétaire à Saint-Pierre-d'Oléron                                                        |
| 1847    | 1848 (décès)     | Victor Cousin-Vallée            |                        | Propriétaire Maire du Château-d'Oléron (1848)                                                                              |
| 1849    | 1852             | Jérôme Leberthon                |                        | Juge de paix du canton du Château-d'Oléron                                                                                 |
| 1852    | 1882 (décès)     | Omer Charlet (1809-1882)        | Droite                 | Propriétaire, peintre, Le Château-d'Oléron                                                                                 |
| 1882    | 1887 (démission) | Henri Luguet                    |                        | Propriétaire, professeur de philosophie au collège de Saintes                                                              |
| 1887    | 1897 (décès)     | Timoléon Geay                   |                        | Propriétaire à Dolus |
| 1897    | 1901             | Gaston Bouineau                 | Républicain            | Propriétaire, négociant, armateur, conseiller municipal du Château-d'Oléron, conseiller d'arrondissement                   |
| 1901    | 1903 (décès)     | Emile Tricard                   | Droite                 | Ostréiculteur au Château-d'Oléron                                                                                          |
| 1903    | 1911 (démission) | Gaston Bouineau                 | Républicain            | Propriétaire, négociant, armateur, conseiller municipal du Château-d'Oléron                                                |
| 1911    | 1933 (décès)     | Louis-Henri Massé               | Rad.                   | Directeur d'Ecole Normale, ancien conseiller municipal de La Rochelle maire de Dolus (1919-?)                              |
| 1933    | 1937 (décès)     | Jules Vitet                     | Rad.                   | Négociant en vins Maire du Château-d'Oléron (1921-1937), conseiller d'arrondissement                                       |
| 1937    | 1940             | Eugène Rouanet (1890-1979)      | Rad.                   | Agriculteur, ostréiculteur Maire du Grand-Village, conseiller d'arrondissement Nommé conseiller départemental en 1943      |
|         |                  |                                 |                        | |
| 1945    | 1958             | Eugène Rouanet                  | Rad.                   | Cultivateur, ostréiculteur Maire du Grand-Village (1951-1953)                                                              |
| 1958    | 1970             | Raoul Augé (1901-1983)          | Rad.                   | Maire du Château-d'Oléron (1948-1977)                                                                                      |
| 1970    | 1982             | Claude Jousseaume               | Rad. puis MRG puis UDR | Pharmacien Maire du Château-d'Oléron (1977-1995) Suppléant du député UNR Jean de Lipkowski (1971-1973), député (1972-1973) |
| 1982    | 1994             | Gérard d'Arzac                  | UDF-CDS                | Agent immobilier, maire de Dolus                                                                                           |
| 1994    | 2015             | Michel Parent                   | DVD                    | Entrepreneur Maire du Château-d'Oléron depuis 1997 Vice-Président du Conseil Général                                       |

## Composition
Le canton du Château-d'Oléron regroupait quatre communes et comptait 9 485 habitants (recensement de 2006).
| Communes               | Population (2012) | Code postal | Code Insee |
| ---------------------- | ----------------- | ----------- | ---------- |
| Le Château-d'Oléron    | 3 884             | 17480       | 17093      |
| Dolus-d'Oléron         | 3 145             | 17550       | 17140      |
| Saint-Trojan-les-Bains | 1 486             | 17370       | 17411      |
| Le Grand-Village-Plage | 970               | 17370       | 17485      |

## Démographie
| 1962  | 1968  | 1975  | 1982  | 1990  | 1999  | 2006  | 2011  | 2012  |
| ----- | ----- | ----- | ----- | ----- | ----- | ----- | ----- | ----- |
| 6 889 | 7 403 | 7 514 | 7 542 | 8 192 | 8 797 | 9 485 | 9 616 | 9 619 |